# Warren, Illinois
Warren är en ort i Jo Daviess County i delstaten Illinois, USA.